# ソリタリーマンレコーズ
ソリタリーマンレコーズ (Solitary Man Records) は、日本の東京およびドイツのミュンスターを本拠とするインディペンデントレーベルである。2005年にインゴ・ノルマン（ドゥノッツのシンガー）とフローリアン・ブラウフ（ドゥノッツのマネージャー）が日本テレビ音楽とのパートナーシップの下に設立した。2008年にはドイツでもレーベルが設立された。
また、ドゥノッツのアルバム「コマ・カメレオン」のリリースを機にハウリング・ブル・エンターテイメントとのジョイント・ベンチャーで「BULL/MAN RECORDS」が設立された。

## アーティスト
ヨーロッパ
- ドゥノッツ

日本
- 3・カラーズ・レッド
- ビートステイクス
- ボムシェル・ロックス
- ボーイ・セッツ・ファイヤー
- ザ・コールフィールド
- ドゥノッツ
- ドーバー
- ドロップキック・マーフィーズ
- エンドスタンド
- ファビュラス・ディザスター
- フェイヴズ
- フォース・オブ・チェンジ
- ハイダールージェス
- ザ・ラッキー・ナイン
- モンタ
- ザ・ムーヴメント
- マフ・ポッター
- プラシーボ
- サハラ・ホットナイツ
- ザ・スピッティン・バイカーズ
- トイドールズ